# Шаманов Михайло Олександрович
Миха́йло Олекса́ндрович Шама́нов — український журналіст, теле і радіоведучий, письменник; учасник російсько-української війни.

## З життєпису
Освіта: Кременчуцький університет економіки, інформаційних технологій та управління, курси БіБіСі (Лондон, Бірмінгем, Белфаст).
З 2005 року працював на Новому каналі спецкореспондентом, редактором, шеф-редактором, ведучим програм «Репортер», «ТВ-Таблоїд», «Абзац». Працював на телеканалі «ICTV», радіо «НВ», 4 телеканалі. Автор книги «Чоловіки, інструкція для застосування»; 2019 рік.
24 лютого 2022 року пішов добровольцем на фронт. Захищав Васильків, Ірпінь, звільняв Харківщину, воював на Луганщині та Донбасі.
Нагороджений орденом «За мужність» і іншими державними нагородами.
Молодший сержант ЗСУ.
Речник Київської міської військової адміністрації.
Розлучений. Має дві доньки.
Хобі: історія, кулінарія, футбол, книжки.